# Югина бірманська
Юги́на бірманська (Yuhina humilis) — вид горобцеподібних птахів родини окулярникових (Zosteropidae). Мешкає в М'янмі і Таїланді. Бірманська югина раніше вважалася конспецифічною з вусатою югиною, однак була визнана окремим видом.

## Опис
Довжина птаха становить 12-13,5 см. Голова переважно коричнева. від дзьоба до очей ідуть темні смуги, під дзьобом темні "вуса", шия сірувато-коричнева. Крила і хвіст коричневі. Нижня частина тіла білуата, горло і груди поцятковані вузькими темними смужками.

## Підвиди
Виділяють два підвиди:
- Y. h. clarki (Oates, 1894) — східна М'янма;
- Y. h. humilis (Hume, 1877) — південно-східна М'янма і західний Таїланд.

## Поширення і екологія
Бірманські югини живуть у вологих гірських тропічних лісах. Зустрічаються парами або невеликими зграйками, на висоті від 1075 до 2275 м над рівнем моря. Живляться плодами, нектаром і комахами.